# Regional Governance
Regional Governance beschreibt einen Steuerungsansatz für komplexe, sich selbst organisierende Netzwerke unter politischer Führung. Im Kern beruht dieser Ansatz auf der interessengesteuerten Kooperation von einzelnen Akteuren.
In der Regel findet man Regional Governance im Bereich der Wirtschaftsförderung oder kommunaler Aufgaben wie dem öffentlichen Nahverkehr, der Abfallentsorgung oder dem Tourismusmarketing. Ein neuer Zweig des Regional Governance ist die Entwicklung des ländlichen Raums und das Kulturmanagement.